# Aleksander (Szczukin)
Aleksander, imię świeckie: Aleksandr Iwanowicz Szczukin (ur. 13 maja 1891 w Rydze, zm. 30 października 1937) – rosyjski biskup prawosławny.

## Życiorys
Był synem duchownego prawosławnego. W 1915 ukończył Moskiewską Akademię Duchowną z tytułem kandydata nauk teologicznych. Święcenia kapłańskie przyjął cztery lata później.
23 sierpnia 1923 został wyświęcony na biskupa makarjewskiego, wikariusza eparchii niżnonowogrodzkiej. W 1928 został aresztowany i osadzony w więzieniu w Niżnym Nowogrodzie, a następnie skazany na trzy lata łagru pod zarzutem prowadzenia propagandy antyradzieckiej drogą głoszenia kazań. Karę odbywał w obozie w dawnym Monasterze Sołowieckim, pracując jako stróż, następnie księgowy.
W 1931 przeniesiony do eparchii orłowskiej jako jej wikariusz, z tytułem biskupa bołchowskiego. W 1932 został ordynariuszem eparchii orłowskiej, zaś dwa lata później otrzymał godność arcybiskupią. We wrześniu 1935 został przeniesiony na katedrę kurską, nigdy jednak nie udał się do Kurska i nie objął swoich obowiązków. W 1936 mianowany biskupem rżewskim, wikariuszem eparchii kalinińskiej. W czerwcu tego samego roku, po trzech miesiącach od poprzedniej nominacji, przeniesiony na katedrę tulską, zaś we wrześniu – na siemipałatyńską. Aresztowany w tym samym roku, został oskarżony o prowadzenie agitacji kontrrewolucyjnej i szpiegostwo, następnie skazany na śmierć i rozstrzelany.
W 2000 kanonizowany jako jeden z Soboru Świętych Nowomęczenników i Wyznawców Rosyjskich.